# Psychiatrische Universitätsklinik Erlangen
Die Psychiatrische und Psychotherapeutische Klinik ist eine dem Universitätsklinikum Erlangen zugehörige psychiatrische Klinik. Sie ist den Kopfkliniken zugeordnet und liegt im Zentrum Erlangens.

## Psychiatrie an der Friedrich-Alexander-Universität
Johann Michael Leupoldt hielt 1818 als Privatdozent die ersten psychiatrischen Vorlesungen („de morbis psychicis“) in Erlangen. Der spätere ordentliche Professor für Anatomie und Physiologie propagierte, dass „Irre“ mehr als nur verwahrt werden sollten. Vielmehr sollte die Heilung oder zumindest die Pflege der Patienten zum Ziel psychiatrischer Behandlung werden. Leupoldt selbst wünschte sich eine Verbindung der psychiatrischen Anstalt mit der Universität. Die Universität versprach sich allerdings keinen Nutzen von der Verbindung einer „Irrenanstalt“ mit der Hochschule und so wurde das Konzept einer „Kreisirrenanstalt“ vorerst ohne direkten Bezug zur Universität verwirklicht. Leupoldt als Vertreter des Faches Psychiatrie an der Hochschule beriet hierbei sachkundig. So kann sich Mittelfranken des Verdienstes rühmen, als erster Kreis im Königreich Bayern 1846 das Konzept der „Kreisirrenanstalt“ verwirklicht zu haben. Trotz seiner Bemühungen wurde 1846 nicht Leupoldt, sondern sein Schüler Karl August von Solbrig zum ersten Anstaltsdirektor ernannt. Wie sein Lehrer Leupoldt setzte er sich für eine Psychiatrische Klinik als Verbindung zwischen der Anstalt und der Universität ein. Interessierten Studenten erteilte er klinisch-psychiatrischen Unterricht. 1849 wurde Solbrig zum Honorarprofessor der Psychiatrie ernannt. Als Anstaltsdirektoren folgten ihm – nunmehr außerordentliche Professoren für Psychiatrie – Friedrich Wilhelm Hagen (1862–1887) und Anton Bumm (1888–1896).

## Die ordentliche Professur für Psychiatrie
1896 wurde Gustav Specht noch in seiner Funktion als Oberarzt der Anstalt zum außerordentlichen Professor berufen. Sein Extraordinariat wurde 1903 in ein Ordinariat für Psychiatrie umgewandelt – damit wurde Gustav Specht erster Ordinarius für Psychiatrie in Erlangen und erster Direktor der Psychiatrischen Universitätsklinik.
Der Universität wurden für die Zwecke der Psychiatrischen Universitätsklinik die Seitentrakte des Hochparterres und das Obergeschoss des Hauptgebäudes der sogenannten Pflegeanstalt überlassen. Ökonomisch, technisch und administrativ blieb die Klinik vorerst weiterhin eingegliedert in den Anstaltsverband. Am 1. Oktober 1903 erhielt Gustav Specht die genannten Räumlichkeiten der Anstalt zur selbstständigen Behandlung seiner Patienten. Somit war die Psychiatrische Klinik der Universität Erlangen gegründet. Gustav Specht wurde noch im selben Monat zum ordentlichen Professor ernannt.

## Direktoren
- 1903–1934: Gustav Specht
- 1934–1945: Friedrich Meggendorfer
- 1945–1947: Friedrich Meggendorfer (kommissarisch)[2][3]
- 1948–1951: Heinrich Scheller
- 1951–1966: Fritz Eugen Flügel
- 1967–1980: Hans Heinrich Wieck
- 1982–1996: Eberhard Lungershausen
- Seit 2000: Johannes Kornhuber

## Pionierleistungen der Erlanger Psychiatrie

### Erlangen als Wegbereiter für das moderne psychiatrische Anstaltsbauwesen
Noch 1844 hatten führende deutsche Theoretiker das Königreich Bayern für sein rückständiges psychiatrisches Versorgungswesen belächelt. Mit Fertigstellung der Kreisirrenanstalt Erlangen 1846 begann ein bautypologischer Wandlungsprozess. Als einzige Anstalt in Deutschland folgte sie architektonisch panoptischen Grundsätzen. Das panoptische Anstaltskonzept bildet einen Markstein psychiatrischer Architekturgeschichte (panoptisch [griechisch]: rundherum einzusehen). Die panoptische Bauweise diente bei der Erlanger Anstalt nicht dem Überwachungszweck, wie es bei Gefängnisbauten der Fall ist. Mit dem um Quertrakte ergänzten Erlanger panoptischen Baukonzept konnten zeitgemäße Anforderungen umgesetzt werden. Auf einer begrenzten Baufläche galt es, einen zentralen Organisationspunkt zu schaffen. Gemäß Entschluss des Landrates vom 18. September 1874 sollte eine an die bestehenden Strukturen anschließende Pflegeanstalt errichtet werden. Dies geschah nach einem fortschrittlichen Raumkonzept als Synthese von Pavillon- und Korridorsystem. Moderne Pavillonbauten wurden im Sinne zeitgenössischer Ästhetik in das zusammenhängende Korridorsystem eingebunden.
Mit Fertigstellung des nördlichsten Hauptgebäudes 1879 wurde die auf zwei Bauabschnitte angelegte Maßnahme beendet.

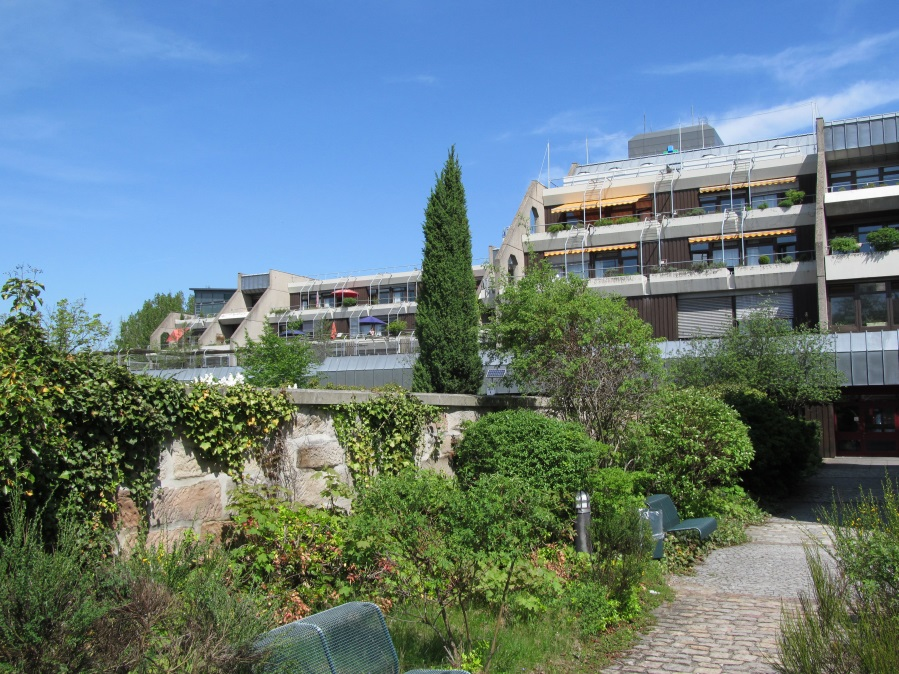
Psychiatrische und Psychotherapeutische Klinik im Jahr 2011

1901 zählte die Erlanger Anstalt zu den größten sowie besteingerichteten Anstalten Deutschlands. Noch 1981 wurde das Anstaltsgebäude zu den erhaltungswürdigsten Kulturdenkmalen der Psychiatrie in Mitteleuropa gezählt. In ihrer Grundstruktur bildeten die Gebäude der Erlanger Heil- und Pflegeanstalt (HuPflA) ein geschlossenes Ensemble bis zum Beginn der Abbrucharbeiten 1977. Während die ehemalige „Kreisirrenanstalt“ als nunmehr „Bezirkskrankenhaus“ im Erlanger Stadtwesten 1978 eingeweiht wurde, blieb die Psychiatrische Universitätsklinik vorerst in den bisherigen Räumlichkeiten. Im Frühjahr 1985 bezog auch die Psychiatrische Klinik der Universität Erlangen-Nürnberg ihren Neubau im sogenannten „2. Bauabschnitt der Kopfklinik“.
Als Monument der einzigen panoptischen Anstalt Deutschlands bleibt das einstige Kopfgebäude als Verwaltungsbau (seit 1975) bestehen.

### Erlanger System der offenen Fürsorge
Als Direktor der Erlanger Anstalt (1911–1933) führte Gustav Kolb ab 1914 die Unterbringung psychisch Kranker in ihrer eigenen Familie ein. 1930 unterstanden in einem Fürsorgegebiet von circa. 3.200 Quadratkilometern 4.200 Menschen der insgesamt 770.000 Anwohner der offenen Fürsorge. Das „Erlanger System“ stellte die größte Organisation dieser Art in Deutschland dar.

### Erster Einsatz der Elektrokonvulsionstherapie in Deutschland
Ende 1939 erhielt Adolf Bingel, der damalige Oberarzt der Psychiatrischen Klinik ein Elektrokonvulsionsgerät der Erlanger Siemens-Reiniger-Werke zur klinischen Anwendung. Somit konnte deutschlandweit an der Psychiatrischen Klinik der Universität Erlangen erstmals die Elektrokonvulsion zur Behandlung eines Patienten angewendet werden. Das Verfahren stellt auch heute noch eine wertvolle Bereicherung der modernen therapeutischen Methoden in der Psychiatrie dar.

### Klinische Einführung moderner Psychopharmaka in der deutschen Psychiatrie

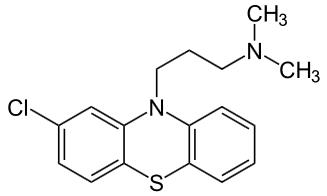
Chlorpromazin als antipsychotisch wirksames Medikament

Chlorpromazin, erste Substanz aus der Gruppe der antipsychotisch wirksamen Medikamente, konnte an der Psychiatrischen Universitätsklinik in Erlangen unter Fritz Flügel ab dem Frühjahr 1953 ─ bereits vor der offiziellen Einführung ─ eingesetzt werden. Chlorpromazin steht am Beginn der modernen Psychopharmakotherapie. Die langjährige Forschungskooperation zwischen der Erlanger Hochschulpsychiatrie unter Fritz Flügel und dem pharmakologischen Institut der Firma Bayer zeigt ein frühes und anhaltendes Interesse der Erlanger Psychiatrischen Klinik an der Weiterentwicklung der Psychopharmaka. Flügel war Gründungsmitglied des 1957 auf dem zweiten Weltkongress für Psychiatrie ins Leben gerufenen Collegium Internationale Neuro-Psychopharmacologicum (CINP).
Eine wichtige Basis für Flügels Forschung bildeten die EEG-Untersuchungen Dieter Bentes. Bente gründete 1958 die deutsche Arbeitsgemeinschaft für Neuropsychopharmakologie (AGNP).

### Organische Psychosen
Das Konzept einer Sonderstellung von seelischen Erkrankungen, welche durch eine Organstörung bedingt sind, ist relativ jung. Der Begriff „organische“ Schädigung des Gehirns wurde zwar seit Philippe Pinel (1745–1826) gebraucht, die Bezeichnung „organische Psychose“ entstand aber erst später. Sie findet sich erstmals in Emanuel Mendels (1839–1907) „Leitfaden der Psychiatrie“ aus dem Jahr 1902. Die Erlanger Hochschulpsychiatrie lieferte wichtige Beiträge in der Diskussion, Weiterentwicklung und Beforschung des Konzeptes der organischen Psychosen. Gustav Specht ergänzte die von Karl Bonhoeffer (1868–1948) entwickelte Lehre von den symptomatischen Psychosen um die depressiven Zustände.
Das Kapitel über die „Intoxikationspsychosen“ in Bumkes Handbuch verfasste Friedrich Meggendorfer während seiner Hamburger Zeit vor Annahme des Rufes nach Erlangen. Die organischen Psychosen standen im Zentrum von Hans-Heinrich Wiecks Forschungen. Er bearbeitete vor allem die Fragestellung, inwiefern die Bewusstseinstrübung ein notwendiges Schlüsselsymptom ist. In seinem Lehrbuch von 1967 wählte Wieck den rein psychopathologisch-beschreibenden Ansatz. Wie Kurt Schneider (1887–1967) beschrieb Wieck die Demenz und den Persönlichkeitsabbau als Kennzeichen der irreversiblen Defektsyndrome. Die reversiblen Syndrome klassifizierte Wieck als „Funktionspsychosen“ mit folgender Einteilung:
- Leichtes Durchgangssyndrom
- Mittelschweres Durchgangssyndrom
- Schweres Durchgangssyndrom
- Bewusstseinstrübung
- Bewusstlosigkeit
- Koma

Der von Wieck eingeführte Begriff „Durchgangs-Syndrom“ wurde Bestandteil des allgemein-medizinischen, insbesondere des chirurgischen und internistischen Fachjargons. Weiterhin arbeitet die Psychiatrische Klinik intensiv an einem besseren Verständnis der Feinstruktur organischer Psychosen. Unter Johannes Kornhuber nimmt die Demenzforschung einen wichtigen Stellenwert an der Psychiatrischen Klinik ein.

### Psychopathometrie
Wieck konnte mithilfe psychologischer Methoden die statische Betrachtungsweise der organischen Psychosen um den Fokus der Syndrom-Dynamik erweitern. Diese Bestrebungen Wiecks erreichten ihren Höhepunkt in der „Psychopathometrie“. Diese Begrifflichkeit gebrauchte Wieck erstmals 1964 für die Messung pathologischer Phänomene von seelischen Abläufen. Unter den Wieckschen Impulsen arbeitete der psychologische Arbeitskreis der Erlanger Psychiatrischen Universitätsklinik an der Entwicklung psychopathometrischer Tests. Der Syndromkurztest (SKT) findet flächendeckende Verwendung. In den 1980er Jahren diskutierte man eine deutschlandweite Verwendung des SKT zum Nachweis der Wirksamkeit medikamentöser Behandlung. Aktuell erprobt man den SKT als Instrument zur Früherkennung von Demenzen. Der SKT wird eingesetzt bei der Konzeption und Planung pharmakologischer Studien bei leichter kognitiver Störung (MCI) oder frühen Demenzstadien. Ebenfalls in Erlangen etabliert wurde der Mehrfachwahl-Wortschatz-Intelligenz-Test (MWT). Der MWT stellt ein eindimensionales Verfahren zur Untersuchung von Intelligenzleistung dar. Die 1993 in Erlangen entwickelte Häusliche Pflegeskala (HPS) zur Erfassung der Belastung bei betreuenden oder pflegenden Personen wurde 2005 von der Deutschen Gesellschaft für Allgemeinmedizin und Familienmedizin (DEGAM) in die Leitlinie „Pflegende Angehörige“ integriert.

## Die Erlanger Psychiatrie im Dritten Reich
Auf dem Areal der damaligen Heil- und Pflegeanstalt waren während der Zeit des Nationalsozialismus 908 Patienten untergebracht, die anschließend in Tötungsanstalten ermordet wurden. 1500 weitere Patienten starben an den direkten oder indirekten Folgen mangelhafter Ernährung. Die Rolle der damaligen Universitätspsychiatrie unter der Leitung von Friedrich Meggendorfer ist nicht abschließend geklärt.

## Die Psychiatrische Universitätsklinik Erlangen heute
Für die Versorgung der Patienten stehen der Psychiatrischen Universitätsklinik Erlangen 94 Betten auf vier Stationen, eine Tagesklinik mit 20 Behandlungsplätzen sowie die Institutsambulanz und die Hochschulambulanz zur Verfügung. An der Klinik bestehen die Weiterbildungsermächtigungen für Psychiatrie und Psychotherapie (voll), Forensische Psychiatrie (zweijährig) sowie für Klinische Geriatrie.
Die klinisch orientierte Grundlagenforschung fokussiert auf Demenzen, Suchterkrankungen sowie Depressionen. Die Basis hierfür bilden fünf Laboratorien: Labor für Molekulare Neurobiologie, Neurophotonik, Sensoriklabor, Labor für Verhaltenspharmakologie sowie das Labor für Klinische Neurochemie und Neurochemische Demenzdiagnostik. Die Versorgungsforschung ist im Zentrum für Medizinische Versorgungsforschung gebündelt. Über den Lehrstuhl für Psychiatrie und Psychotherapie hinaus wird die Forschung vorangetrieben vom Extraordinariat für Molekulare Psychiatrie, dem Extraordinariat Suchtmedizin sowie vielfältigen Arbeitsgruppen.

## Aktuelle Publikationen
- J. Kornhuber, C. P. Muller, K. A. Becker, M. Reichel, E. Gulbins: The ceramide system as a novel antidepressant target. In: Trends Pharmacol Sci. 35, 2014, S. 293–304.
- M. A. De Souza Silva u. a.: Neurokinin3 receptor as a target to predict and improve learning and memory in the aged organism. In: Proc Natl Acad Sci U S A. 110, 2013, S. 15097–15102.
- A. C. Easton u. a.: CAMK2A polymorphisms predict working memory performance in humans. In: Molecular Psychiatry. 18, August 2013, S. 850–852.
- E. Gulbins u. a.: Acid sphingomyelinase-ceramide system mediates effects of antidepressant drugs. In: Nature Medicine. 19(7), 2013, S. 934–938.
- C. H. Tischbirek u. a.: Use-Dependent Inhibition of Synaptic Transmission by the Secretion of Intravesicularly Accumulated Antipsychotic Drugs. In: Neuron. 74, 5, 7. Juni 2012, S. 830–844.
- M. Wagner u. a.: Biomarker validation of a cued recall memory deficit in prodromal Alzheimer disease. In: Neurology. vol. 78, no. 6, Februar 2012, S. 379–386.
- P. Lewczuk u. a.: Soluble amyloid precursor proteins in the cerebrospinal fluid as novel potential biomarkers of Alzheimer's disease: a multicenter study. In: Mol Psychiatry. 15, 2010, S. 138–145.